# 162ª Divisione corazzata "HaPlada"
La 162ª Divisione Corazzata (ebraico: עֻצְבַּת הַפְּלָדָה, Utzbat HaPlada) è una divisione corazzata delle Forze di difesa israeliane, conosciuta anche come formazione acciaio  è una divisione regolare. È subordinata al Comando meridionale. È comandata dal generale di brigata Moti Baruch.
Ha giocato un ruolo molto importante durante la guerra del Kippur nel 1973 nel Sinai, sotto il comando del generale Avraham Adan "Bren".
Anche se facente parte del Comando centrale, la 162ª Divisione ha partecipato a scontri con Hezbollah, dal luglio all'agosto del 2006, nel settore occidentale del sud del Libano e a nord di Bint Jubayl (Bent Jbail). La divisione ha raggiunto il fiume Litani, che separa il Libano controllato da Hezbollah dal Libano centrale. Ha partecipato ad altre schermaglie con Hezbollah come quella del 27 settembre.

## Composizione

Organigramma della 162ª Divisione.

- 401ª Brigata Corazzata "Ikvot HaBarzel"
- 933ª Brigata Fanteria "Nahal"
- 900ª Brigata Fanteria "Kfir"
- 264ª Brigata Corazzata (riserva)
- 471ª Brigata Territoriale
- 215º Reggimento Artiglieria "Kala David"
- Battaglione Comunicazioni